# Alfredo Vázquez (花火)
Alfredo Vázquez Pérez, mais conhecido como Alfredo Vázquez, às vezes escrito Alfredo Vázquez 花火, nascido na Ribeiriña (A Pobra do Caramiñal), na Corunha, Espanha, o 27 de novembro de 1988, é um escritor e poeta galego.

## Trajectória
Vázquez é director, junto com a poetisa Branca Trigo Cabaleiro, da editora Malafera. Através de dita editorial publicou os fanzines Os catro selos e Gardar como (Os quatro sê-los e Guardar como em português)… ademais de um poemario intitulado Trítono. Participou em vários festivais como a Feira Freak e outras publicações colectivas; também colabora habitualmente no espaço de microfone aberto Cerimónia de gaivotas. A sua obra costuma abordar temas como a drogadição, a dor emocional, o envelhecimento, a precariedade, a depressão e o rachar doloroso com o passado rural galego e a miúdo faz uso da linguagem neutra. A sua obra literária está inteiramente escrita em língua galega